# Cmentarz wojenny nr 397 – Podstolice
Cmentarz wojenny nr 397 – Podstolice – austriacki cmentarz wojenny z okresu I wojny światowej, wybudowany przez Oddział Grobów Wojennych C. i K. Komendantury Wojskowej w Krakowie i znajdujący się na terenie jego okręgu XI Twierdza Kraków. Został zlikwidowany w okresie międzywojennym.
Znajdował się w części cmentarza parafialnego w Podstolicach, wsi położonej w województwie małopolskim, w powiecie wielickim, w gminie Wieliczka. Była to pojedyncza mogiła austriackiego żołnierza, którego dane personalne są nieznane. Nie zachowały się informacje o wyglądzie grobu. 